# Calatagbak
Calatagbak (oficialmente, Kalatagbak) es un barangay situado en el municipio filipino de Quezon, provincia de Palawan, MIMAROPA (Región IV-B). Según el censo de 2020, tiene una población de 1601 habitantes.

## Geografía
El municipio de Quezon está situado al sur de la parte continental de la isla de Palawan, en su costa occidental, sobre el mar de la China Meridional. Linda al norte con el municipio de Aborlán: al suroeste con el de Punta Baja (Rizal); al este con los de Sofronio Española y Narra; y al sureste con el de Punta de Brook  (Brooke's Point).
Este barrio continetal se sitúa en el interior de la parte central del municipio. Linda al norte y al oeste con el barrio de Isugod; al sur con los barrios de Burirao, de Tacras y de Aramayguán (Aramaywan), pertenecientes al municipio de Narra; y al oeste con los barrios de Maasín, de Tabón y de Pinaglabanán.

## Historia
Formaba parte de la provincia española de  Calamianes, una de las 35 del archipiélago filipino, en la parte llamada de Visayas. Pertenecía a la audiencia territorial y Capitanía General de Filipinas, y en lo espiritual a la diócesis de Cebú. Pertenecía a la audiencia territorial y Capitanía General de Filipinas, y en lo espiritual a la diócesis de Cebú. En 1858 la provincia fue dividida en dos provincias: Castilla y Asturias. Este barrio pasa a formar parte de la provincia de Asturias, formada por un único municipio, Puerto Princesa, del que formaba parte el sitio de Alfonso XIII. En 1910 se segrega Aborlán.
En 1957, los sitios de Aramayguán (Aramaywan), Isugod, Tabón, Saguangán (Sowangan), Calumpang, Campong Ulay, Ransang, Conduaga (Candawaga), Culasián, Panalingaán, Taburi, Latud y Canipán (Canipaan) se convirtieron en barrios.
El 14 de abril de 1983 se crea el municipio de Marcos, formado por los barrios de Campong Ulay, Ransang, Conduaga (Candawaga), Culasián, Panalingaán, Taburi, Latud y Canipán (Canipaan). En 1987 cambia su nombre por el de Rizal, en honor de José Rizal.